# Kensington e Chelsea
Kensington e Chelsea (em inglês: Royal Borough of Kensington and Chelsea), é um borough da Região de Londres, na Inglaterra. Localiza-se ao oeste da Cidade de Westminster, ao sul de Hyde Park e Mayfair, e ao norte do rio Tâmisa. É um dos três boroughs londrinos que têm o título de Royal ("Real") ao lado de Greenwich e Kingston upon Thames.

## Cidade irmã
Kensington e Chelsea é geminada com Cannes, em França.

## História
Este distrito é resultado da fusão em 1965 dos antigos distritos de Kensington e Chelsea. Somente Kensington tinha a categoria de distrito real (em inglês: royal borough), e portanto Chelsea herdou a condição de seu distrito irmão. No momento de sua união, Kensington era uma das zonas mais caras de Londres para se viver. Chelsea, pelo contrário, era uma zona boêmia e artística (local do movimento Swinging London dos anos 1960). Hoje em dia, esta diferença se desfez e, em ambas as zonas, moram muitos dos habitantes mais ricos da capital britânica.

## Demografia

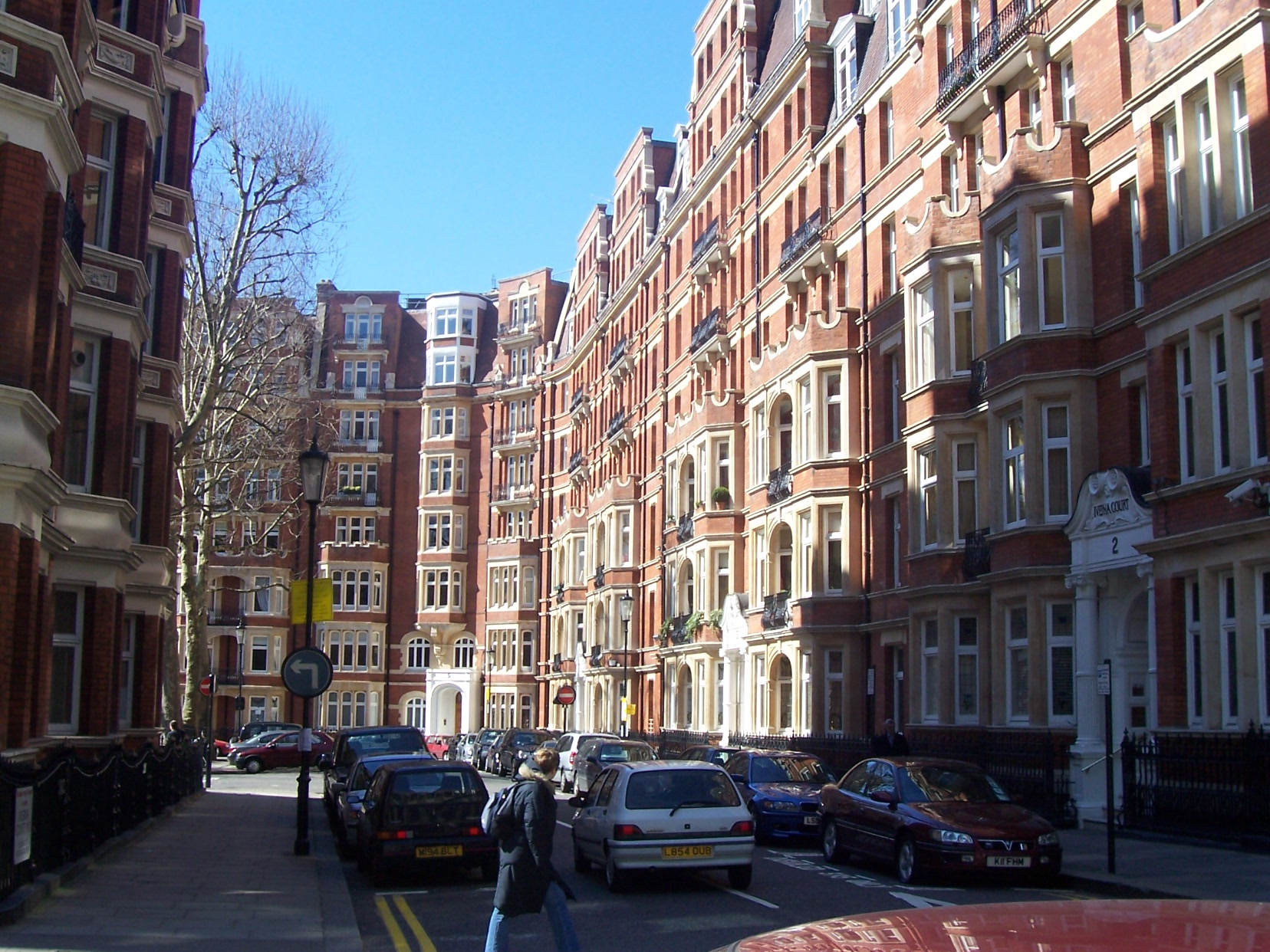
Edifícios em Kensington

O distrito de Kensington e Chelsea se configura como uma área eminentemente urbana. Segundo o censo demográfico de 2001, este distrito era o local mais densamente povoado de todo o Reino Unidoː 13 244 habitantes por quilómetro quadrado, com uma população de 158 919 habitantes em uma área aproximada de 12 quilómetros quadrados. Apesar desta densidade, a zona tem vários parques e áreas arborizadas, e a altura das casas não costuma ser elevada.

## Bairros
O borough inclui os bairros de Brompton [en], Chelsea, Earls Court, Holland Park, Kensington, North Kensington, Notting Hill, South Kensington e West Brompton [en].

## Pontos de interesse
O borough é a sede de várias instituições, entre elas museus e universidades, e acolhe a maior parte das embaixadas estrangeiras que existem na cidade.
Se caracteriza por ser uma das regiões mais verdes da capital britânica. A maior parte de suas ruas são arborizadas. O distrito tem uma configuração eminentemente residencial, com um ar de tranquilidade e várias zonas verdes. O maior parque de Londres, o Hyde Park, limita pelo norte com o distrito.
Sem ser una zona comercial, em Kensington e Chelsea se encontra grande quantidade de lojas (de preços variados, mas geralmente elevados), destacando-se as ruas Sloane Street [en], King's Road ou Kensington High Street [en]. Entre os lugares mais luxuosos, se destaca a Harrods, uma das mais famosas lojas de departamentos do mundo. 

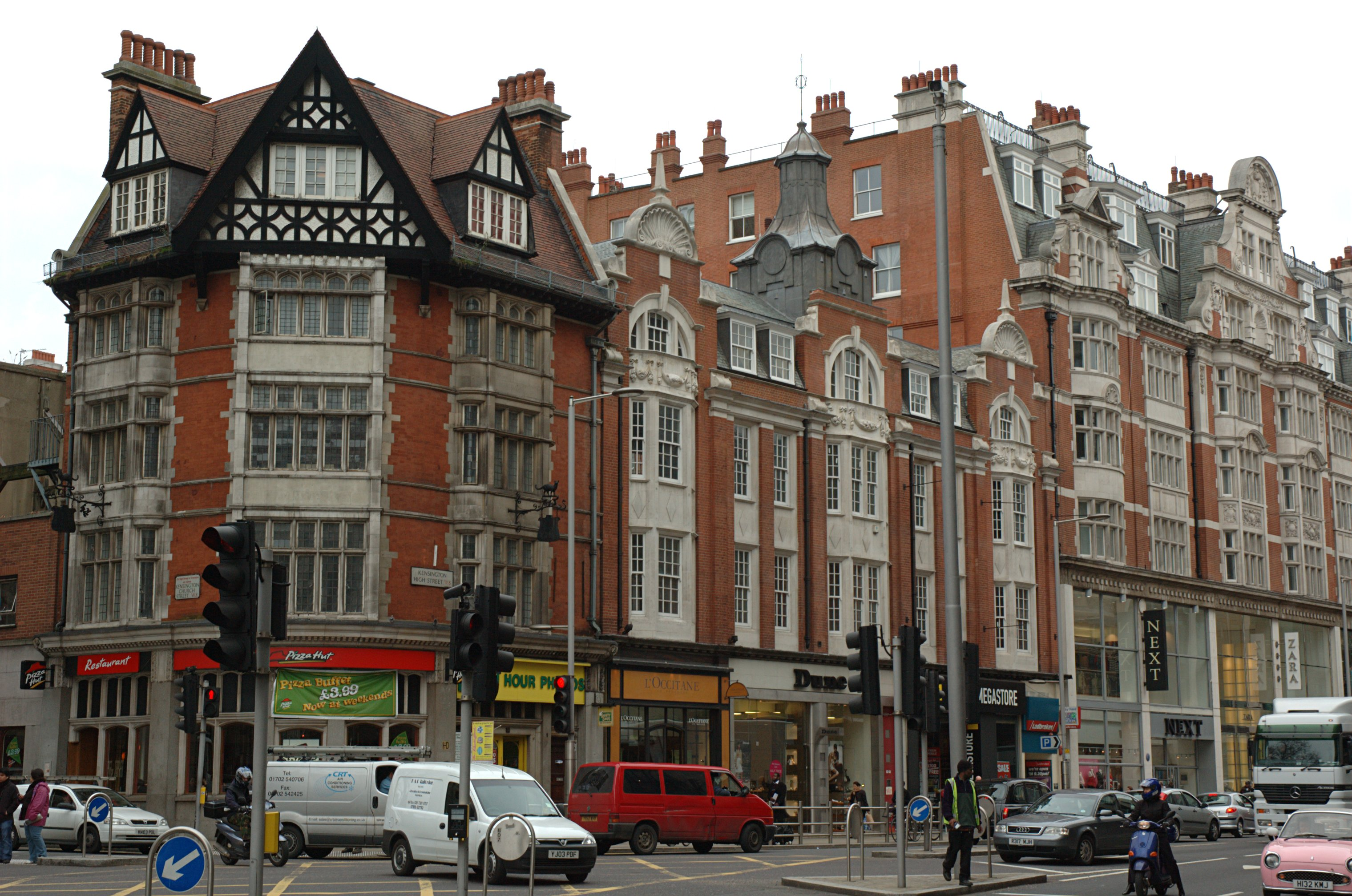
Kensington High Street em 2006

O Royal Albert Hall está situado no bairro de South Kensington e, próximo a este teatro, se situa o Albert Memorial.
Existem alguns museus de grande importância no distrito, destacando-se o Museu Vitória e Alberto e o Museu de História Natural de Londres, junto com a Turner House, no bairro de Chelsea.
Uma curiosidade do bairro de South Kensington é o Kensington Roof Gardens [en] (ou simplesmente Roof Gardens, literalmente "jardins no telhado"), que se situa sobre o edifício e ex-grande armazém Derry and Toms em Kensington High Street. Seu jardim de estilo árabe, seu jardim estilo Tudor e seu jardim estilo clássico inglês fazem, deste local, um destino singular e belíssimo.